# Medaille voor de Overwinning over Duitsland in de Grote Patriottische Oorlog 1941-1945
De Medaille voor de Overwinning over Duitsland in de Grote Patriottische Oorlog 1941-1945 (Russisch: "За победу над Германией в Великой Отечественной войне 1941-1945"), werd voor 3 maanden militaire - of 6 maanden civiele dienst in de partij of de NKVD in de oorlog tegen Duitsland verleend. De medaille werd op 9 mei 1945 door het Presidium van de Opperste Sovjet van de Sovjet-Unie in een decreet ingesteld. Militairen die in de strijd gewond raakten of ziek werden en daarom het leger voortijdig verlieten kwamen eveneens voor de decoratie in aanmerking. 
Er werden meer dan een miljoen, het getal 14.933.000 wordt genoemd, van deze koperen medailles uitgereikt.
De ronde 32 millimeter brede medaille werd aan het oranjegeel en zwart gestreepte lint van de pre-revolutionaire Tsaristische Sint-Jorisorde gedragen. De Sovjetleider Maarschalk Jozef Stalin liet zijn portret op de voorzijde van de medaille aanbrengen met als rondschrift "ONZE ZAAK IS RECHTVAARDIG" en " WIJ ZEGEVIERDEN". Op de keerzijde staan de woorden "VOOR DE OVERWINNING OVER DUITSLAND" en "DE GROTE PATRIOTTISCHE OORLOG VAN 1941-1945" boven een vijfpuntige ster.